# Ракув (гмина)
Ракув (пол. Raków) — сельская гмина (волость) в Польше, входит как административная единица в Келецкий повет, Свентокшиское воеводство. Население — 5747 человек (на 2006 год).

## Демография
| Перепись                       | Всего   | Всего | Женщины | Женщины | Мужчины | Мужчины |
| ------------------------------ | ------- | ----- | ------- | ------- | ------- | ------- |
| Единицы                        | человек | %     | человек | %       | человек | %       |
| Население                      | 5824    | 100   | 2847    | 48,9    | 2977    | 51,1    |
| Плотность населения (чел./км²) | 30,5    | 30,5  | 14,9    | 14,9    | 15,6    | 15,6    |